# 129985 Jimfreemantle
129985 Jimfreemantle este o planetă minoră (asteroid) din centura de asteroizi. A fost descoperită pe 31 octombrie 1999 la Catalina Station⁠(d) de Catalina Sky Survey. 
Obiectul prezintă o orbită caracterizată de o semiaxă mare de 2,656805353655 UAi, o excentricitate de 0,1, o înclinație de 10,1 ° în raport cu ecliptica.